# Jajonasz
Jajonasz, właśc. Rafał Lukaszczyk (ur. 7 sierpnia 1976) – polski raper, autor tekstów, producent, freestyle’owiec i przedsiębiorca. Wczesny członek zespołu Kaliber 44 działający również w licznych, krótkotrwałych projektach muzycznych. Jeden z pierwszych w Polsce wykonawców freestyle’ów. Właściciel wytwórni muzycznej Gopside tctx. Redaktor radia Planeta FM. Działał również pod pseudonimem producenckim Lukatricks.
Współpracował z takimi wykonawcami, jak AbradAb, Łona, Chada, Paktofonika, Pih, Bas Tajpan, HST, Gano, Wzgórze Ya-Pa 3, Smarki Smark, O$ka, DJ 600V, IGS, Tede, WSZ & CNE, Toony, DJ Feel-X, Warszafski Deszcz, Eldo, Pęku, O.S.T.R., Wojtas, Moral, Gutek, czy Fokus.

## Życiorys
Łukaszczyk zafascynował się nieznanym szerzej w Polsce hip-hopem w latach dziewięćdziesiątych wraz ze swoim szkolnym przyjacielem Piotrem Łuszczem. Z czasem okazało się, że chodzący do tej samej klasy Marcin Marten podziela ich zainteresowania, tak więc zakolegowali się z nim oraz postanowili założyć amatorski zespół, w którym mogliby spróbować swoich sił jako raperzy. Tak narodził się zespół Young Rappers, który prędko zaczął ewoluować w stronę bardziej profesjonalnego podejścia do muzyki. Marten zainteresował wspólnym graniem swojego starszego brata, Michała. Dołączył on do formacji, która począwszy od 1992 roku zmieniała nazwy na takie, jak Trójkąt Prawdy, V3, czy Ułamek Tarcia, zaczęli też nagrywać pierwsze dema. Raperzy przyjęli pseudonimy i tak też Łukaszczyk stał się „Jajonaszem”, Marcin Marten „AbradAbem”, Michał Marten „Joką”, a Łuszcz „Magikiem”. Przez skład przewinął się również Rafał „Gano” Wywioł, który w 1993 roku zaproponował dla zespołu nazwę Kaliber 44.
Pierwsze nagrania demo zapewniły młodym raperom sporą rozpoznawalność w rodzącym się środowisku hip-hopowym, czego ukoronowaniem było zaproszenie Kalibra 44 do wykonania wspólnego koncertu u boku Liroya, pierwszego powszechnie znanego polskiego rapera. Ostatecznie, nagrania trafiły do Sławomira Pietrzaka, właściciela wytwórni S.P. Records. Zdecydował się on wydać płytę zespołu. W okresie tym Jajonasz ograniczył swój wkład w działalność grupy, koncentrując się na występach freestyle’owych. Doprowadziło to do jego stopniowego odchodzenia z Kalibra, chociaż na debiutanckim albumie Księga Tajemnicza. Prolog udzielał się jeszcze jako producent i raper, a nawet pojawił się na zdjęciu zdobiącym tył okładki.
Nowym projektem Jajonasza miała być formacja Mikroforte CeKa założona z raperami posługującymi się pseudonimami „Łodzianin” i „Skuter”. Rozpadła się ona jednak po nagraniu zaledwie kilku utworów. Podobny los spotkał jego kolejne próby stworzenia zespołu: Czarne Złoto (z Joką i HST) oraz HaiHaieR (z Damianem „Basem Tajpanem” Kręgą i Ganem). Z drugim triem zarejestrował tylko utwór „Nie jestem kurwa biznesmenem”, który trafił na album producencki DJ-a 600V Szejsetkilovolt i stał się jego osobistym największym przebojem. Był również jednym z członków supergrupy Centrala Katowice (w składzie Jajonasz, Magik, pozostali członkowie Mikroforte CeKa, szerzej nieznani „Mały” i „Kubek” oraz członkowie Głębi Głów: Gano, „DJ Siser”, Krzysztof „KRI” Grzybek), lecz i ona rozpadła się po nagraniu utworu „Reprezentowice”.
Dłużej udało się funkcjonować istniejącemu w latach 2002–2004 zespołowi Mustafarai grającemu fuzję hip-hopu i reggae. Tworzyli go, oprócz Jajonasza, Bas Tajpan i Piotr „Gutek” Gutkowski. Udało im się wydać nakładem Gigant Records minialbum Mamto w 2002 roku i rozpoczęli nawet pracę nad pełną płytą, lecz również i ten projekt został ostatecznie zarzucony.
W 2009 roku Jajonasz przybrał pseudonim producencki Lukatricks pod którym zdecydował się reaktywować Czarne Złoto jako swój projekt solowy. 12 czerwca 2010 roku ukazała się płyta Czarne złoto. Nagrania zostały wydane przez Gopside tctx., jego własne wydawnictwo. Na krążku wystąpili czołowi przedstawiciele polskiej sceny hip-hopowej oraz jego dawni współpracownicy: Joka, HST, AbradAb, Gutek, Gano, Bas Tajpan, IGS, a także Pih, Fokus, O.S.T.R., Smarki Smark, Tede, Moral, czy Eldo. Album dotarł do 25. miejsca listy OLiS.
Większość utworów Jajonasza stanowiły freestyle, dlatego poza występami gościnnymi zachowało się wyjątkowo niewiele jego nagrań.
Łukaszczyk prowadził audycję Raplaneta w radiu Planeta FM w której prezentował muzykę hip-hopową.
Działalność Jajonasza po 2013 roku stała się okazjonalna. W 2016 roku wystąpił na festiwalu Śląski Rap Festival 2016 zorganizowanym celem uczczenia dwudziestolecia śląskiej sceny hip-hopowej. W roku 2021 wyprodukował utwór „Dzień świra” wykonywany przez Łonę, Żyta Tostera i Przyła. Dwa lata później został wybrany przez Radzimira „JIMKA” Dębskiego do udziału w drugiej części projektu koncertowego Historia hip-hopu.

## Dyskografia
Albumy
| Rok  | Album                                                                           | Pozycja na liście |
| Rok  | Album                                                                           | POL               |
| ---- | ------------------------------------------------------------------------------- | ----------------- |
| 2010 | Czarne złoto - Data: 12 czerwca 2010 - Wydawca: Gopside tctx./Mystic Production | 25                |

Inne
| Rok  | Album                                               | Uwagi | Źródło        |
| ---- | --------------------------------------------------- | --- | ------------- |
| 1996 | Księga Tajemnicza. Prolog – Kaliber 44              | produkcja utworów „Nasze mózgi wypełnione są Marią”, „Do boju zakon Marii” i „Bierz mój miecz i masz” oraz rap w utworze „Psychodela” | [ 17 ] [ 18 ] |
| 1997 | Centrum – Wzgórze Ya-Pa 3                           | rap w utworze „Język polski” | [ 19 ]        |
| 1999 | Kompilacja – O$ka                                   | rap w utworze „Czasy” | [ 20 ]        |
| 2000 | Precedens – Wzgórze Ya-Pa 3                         | produkcja oraz rap w utworze „Ręce opadają” | [ 21 ] [ 22 ] |
| 2000 | Ekspedycje – IGS                                    | rap w utworach „Corrado” i „Jak tu jest” | [ 23 ]        |
| 2000 | Kinematografia – Paktofonika                        | produkcja utworu „Ja to ja” | [ 24 ]        |
| 2001 | Nowe wyzwanie – Pęku                                | produkcja utworu „Nie ma przerwy...” | [ 25 ]        |
| 2002 | Boisz się alarmów... (Peiha solo album cz. I) – Pih | produkcja utworu „Hajlajf” | [ 26 ]        |
| 2002 | Masy ludu. Na językach – HST                        | produkcja utworów „Intro”, „Na językach”, „Kilka minut z nią”, „Miasto patrzy”, „Falstart”, „Memento mori”, „Proste”, „Masy ludu”, „Skit w kit”, „Alkoholizm”, „Mam ten zły dzień”, „Pierońsko kurwica”, „Na majku 2”, „Będzie nas więcej” i „Słyszysz hast? (Jajonasz Remix)” | [ 27 ]        |
| 2003 | 3h hajs, hajs, hajs – Tede                          | produkcja utworu „360 Obrót” | [ 28 ]        |
| 2003 | O nas dla was – Chada i Pih                         | produkcja utworu „Rodzisz się i umierasz sam” | [ 29 ]        |
| 2004 | Czerwony album – AbradAb                            | produkcja utworów „Tu mam swój skład (Baku Baku)” i „Chobcy” | [ 30 ]        |
| 2004 | Krew, pot i łzy – PIH                               | produkcja utworów „S.O.S. (Serce Okaż Suce)”, „Potrzebny jest na to czas” i „Pocałunek śmierci” | [ 31 ]        |
| 2005 | Moja gra – Wojtas                                   | produkcja utworu „Kielce nocą” | [ 32 ]        |
| 2005 | Jeszcze raz – WSZ & CNE                             | rap w utworze „Dobry rap” | [ 33 ]        |
| 2005 | Emisja spalin – AbradAb                             | produkcja utworów „Nieśmiertelność (Muzyka daje)”, „Hasło”, „Kumam” i „Kiedy zaczynasz” | [ 34 ]        |
| 2007 | Wyjść na prostą – Styl V.I.P.                       | rap w utworze „Mój Śląsk” | [ 35 ]        |
| 2008 | Stona siedzi na ulicy mixtape – LWWL                | produkcja utworu „Szajba ma luz” | [ 36 ]        |
| 2011 | Przeminęło z dymem – Moral/Gano                     | rap w utworze „Te rzeczy się dzieją” | [ 37 ]        |
| 2011 | Prewersje – Fokus                                   | produkcja utworów „Lament”, „Cytryny”, „V.I.P.” i „Definicja” | [ 38 ]        |

## Teledyski
| Rok  | Tytuł                                                                                                   | Reżyseria/Realizacja | Album        | Źródło |
| ---- | --- | -------------------- | ------------ | ------ |
| 2010 | „Talar” (gościnnie: HST, Bas Tajpan, Moral/Gano)                                                        | Przedmarańcza        | Czarne złoto | [ 39 ] |
| 2010 | „Trzeba wziąć” (gościnnie: Fokus, HST, Joka) / „Podaruj mi trochę słońca” (gościnnie: Fokus, Gano, HST) | –                    | Czarne złoto | [ 40 ] |
| 2010 | „Mówią o mnie w mieście” (gościnnie: Tede, Gano, Fokus, AbradAb, Gutek)                                 | Toczy Videos         | Czarne złoto | [ 41 ] |

## Filmografia
| Rok  | Tytuł                                         | Uwagi                                                          |
| ---- | --------------------------------------------- | -------------------------------------------------------------- |
| 2009 | Paktofonika. Hip-Hopowa podróż do przeszłości | reportaż, scenariusz i reżyseria: Marta Dzido, Piotr Śliwowski |
| 2012 | Drogi                                         | film dokumentalny, reżyseria: Małgorzata Ruszkiewicz           |